# È troppo facile (film)
È troppo facile (Murder is Easy), conosciuto anche con il titolo Agatha Christie: È troppo facile, è un film per la televisione statunitense del 1982 diretto da Claude Whatham. Basato sul romanzo giallo omonimo scritto da Agatha Christie nel 1939, è interpretato da Bill Bixby, Lesley-Anne Down, Olivia de Havilland ed Helen Hayes.

## Trama
Il professore americano Luke Williams, per la prima volta in visita in Inghilterra, si sta recando a Londra dove sarà ospite dell'amico Jimmy Lorrimer. Sul treno fa conoscenza con Miss Lavinia Fullerton, una simpatica vecchietta che dopo i convenevoli rivela di essere in viaggio per recarsi a Scotland Yard, dove intende denunciare una serie di delitti avvenuti nel suo paesino. Luke stenta a prenderla su serio, almeno fino all'arrivo a Londra, quando Miss Fullerton viene travolta e uccisa davanti alla stazione da una macchina che subito sparisce nel traffico. Sconvolto dall'incidente, Luke capisce che la donna aveva ragione e che è stata eliminata per impedirle di rivelare ciò che sapeva. Si reca così nel villaggio natale di Lavinia per partecipare al suo funerale, scoprendo che ormai sono quattro le morti inspiegabili avvenute nell'arco di pochissimo tempo. Luke decide così di rimanere per indagare, e viene ospitato nella villa di Lord Gordon Easterfield, dove la sua segretaria, la bella Bridget, inizia ad interessarsi alla vicenda e decide di aiutarlo a scoprire l'identità dell'omicida.

## Produzione
Primo di una serie di 8 film televisivi tratti da altrettanti romanzi di Agatha Christie e prodotti da Warner Bros. Television per la CBS, È troppo facile è anche il primo interpretato da Helen Hayes, che l'anno successivo ricoprirà il ruolo di Miss Marple in Miss Marple nei Caraibi e nel 1985 in Assassinio allo specchio.

## Distribuzione
Trasmesso negli Stati Uniti il 2 gennaio 1982 sulla rete CBS, in Italia il film è andato in onda per la prima volta il 18 gennaio 1985 in seconda serata su Italia 1. Dal 2008, il film è disponibile in DVD distribuito da Malavasi Editore su licenza Warner Bros. Entertainment.